# Vladimir Shkurikhin
Vladimir Petrovich Shkurikhin (em russo:  Владимир Петрович Шкурихин ; Ijevsk, 26 de julho de 1958 – 25 de novembro de 2017) foi um jogador de voleibol da Rússia que competiu pela União Soviética.
Pela Seleção Soviética sagrou-se campeão mundial na Argentina 1982 e conquistou a medalha de prata nos Jogos Olímpicos de 1988, no qual atuou em todas as sete partidas. Em clubes atuou quase toda sua carreira no Dínamo Moscou. Faleceu aos 59 anos de idade.